# Fahnen und Wappen von Stadt und Fürstabtei St. Gallen

Das Wappen der ehemaligen Fürstabtei St. Gallen

Die Fahne und das Wappen der Stadt und der Fürstabtei St. Gallen zeigen einen aufrecht stehenden, nach links (heraldisch rechts) schreitenden Bären. Ansonsten sind die Fahnen und Wappen je nach Epoche deutlich oder weniger deutlich voneinander zu unterscheiden. Die häufigste Darstellung des Abteiwappens zeigt den Bären auf gelbem Grund. Charakteristisch in Fahne und Wappen der Stadt ist das goldene Halsband, das es deutlich von ähnlichen, wie zum Beispiel denjenigen der beiden Appenzell, unterscheidet.
Im Gegensatz zu fast allen anderen Kantonen, welche ihren Namen von einer Stadt übernommen haben, sind  Fahne und Wappen des Kantons St. Gallen nicht mit dem der Stadt gemein.

## Blasonierung
Die offizielle Blasonierung des heute noch gebräuchlichen Stadtwappens lautet:
Aufrecht schreitender Bär auf silbernem Schild, die Vorderpranken nach heraldisch rechts erhoben, mit goldenem Halsband, goldener Bewehrung (Klauen, Zähne, Ohrmuscheln, Augenbrauen), mit roter Zunge und rotem Geschlechtszeichen.

## Geschichte

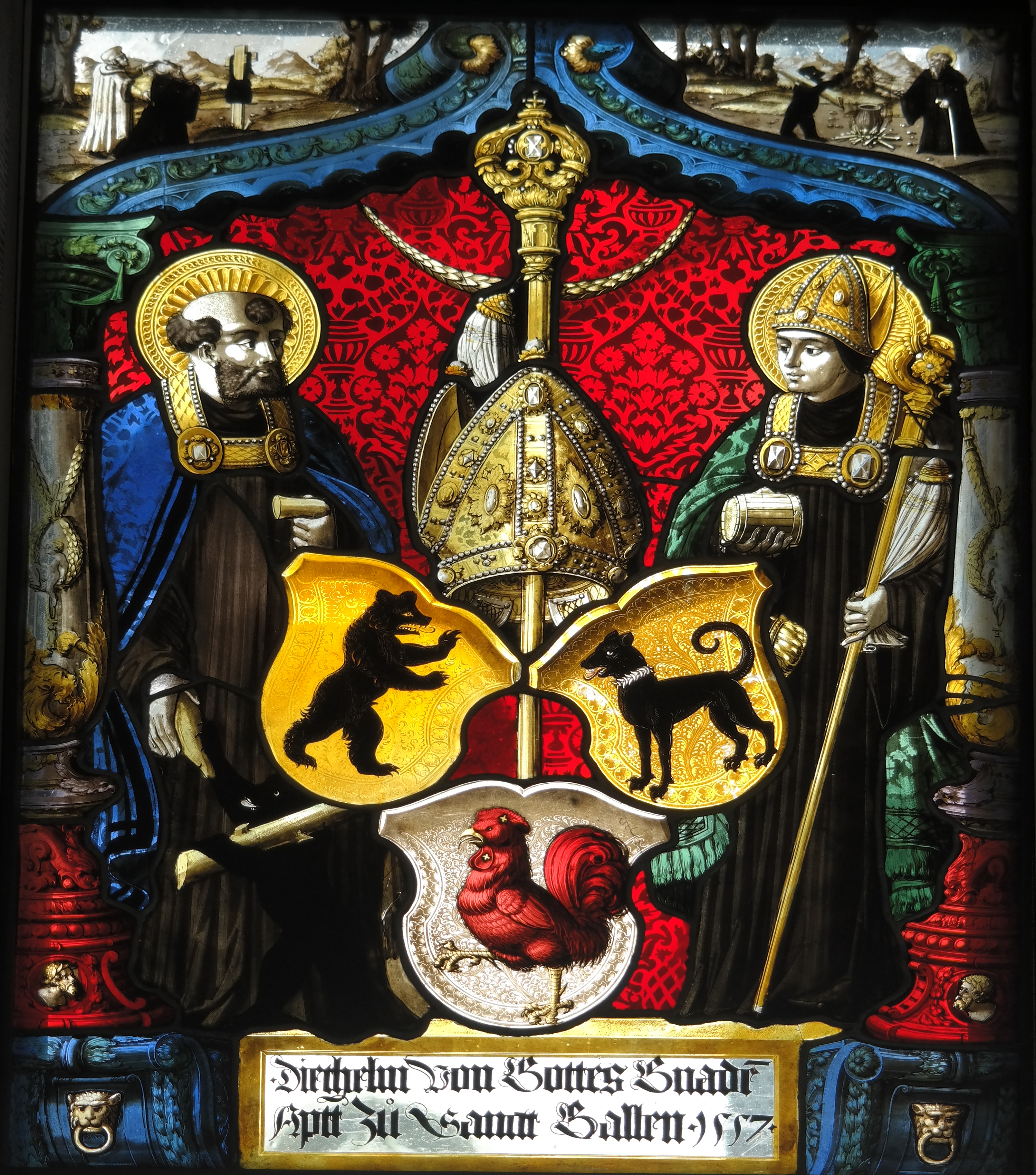
Wappenscheibe der Fürstabtei St. Gallen von 1557 im Kreuzgang des Klosters Muri. Sie zeigt die Wappen der Abtei, der Grafschaft Toggenburg und von Abt Diethelm Blarer von Wartensee

Der aufrecht gehende Bär ist schon im Mittelalter als Wappen der Fürstabtei St. Gallen verbürgt. Erstmals taucht es als Siegel auf einer Urkunde des Abtes Hermann von Bonstetten im Jahr 1334 auf. Zu diesem Zeitpunkt gibt es noch keine weiteren Beigaben. In noch früheren Abbildungen erscheint der Bär noch auf allen vieren schreitend.
Der Bär gehört zu den Insignien des heiligen Gallus, des Gründers und Schutzpatrons der Stadt. Die Legende besagt, dass Gallus einem unerwartet auftauchenden Bären befohlen habe, Holz ins Feuer zu werfen. Danach bekam dieser als Belohnung ein Brot mit der Anweisung, nie mehr an die Steinach zurückzukehren. Da der Bär auf dem Wappen in Angriffstellung dargestellt wird, ist die Verbindung mit dieser Legende nicht absolut gesichert. Es könnte auch ein loser Bezug zur Feste Bernegg sein, die Gebiete um die Stadt herum beherrschte. Mit dem Brot ist der Bär zeitweise auf Siegeln des Abtes, niemals aber im Wappen der Stadt oder auf Münzen zu sehen. Hingegen wird der Bär im Wappen von Boten der Stadt im 15. Jahrhundert vorübergehend mit einem Holzklotz abgebildet.
Auf den ersten Wappenzeichnungen erscheint der Bär im 14. Jahrhundert auf gelbem Grund. Das Wappen der Stadt zeigt den Bären noch immer ohne Attribute. In den Münzen des Abtes wird mit dem 18. Jahrhundert der Holzklotz wieder üblich. Die Abtei hatte bereits in den früheren Jahrhunderten den Bären teilweise mit dem Baumstamm dargestellt.
Die definitive Form erhielt das Wappen, nachdem Friedrich III. der Stadt am 5. Juli 1475 als Dank für die Waffenhilfe gegen Karl den Kühnen erlaubt hatte, dem Bären ein «güldinn halßbannde umbe seinen halse» zu legen. Im Übrigen wurde das Wappen der Stadt St. Gallen in diesem Diplom folgendermassen beschrieben: «ist ein weisser schilde, darinn steende aufrecht ein swartzer ber mit guldin kloen (Klauen) und mit guldin augprawen (Augenbrauen), auch habende in den orenn gold.» Im Jahre 1512 erhielten sowohl die Stadt als auch die Abtei Alte Landschaft von Papst Julius II. eigens je einen wertvollen «Juliusbanner» für die 1508–1510 im «Grossen Pavier Feldzug» geleisteten Dienste zur Vertreibung der Franzosen.
Die heutige Blasonierung entspricht diesem Diplom.

## Banner und Farben

### Abtei

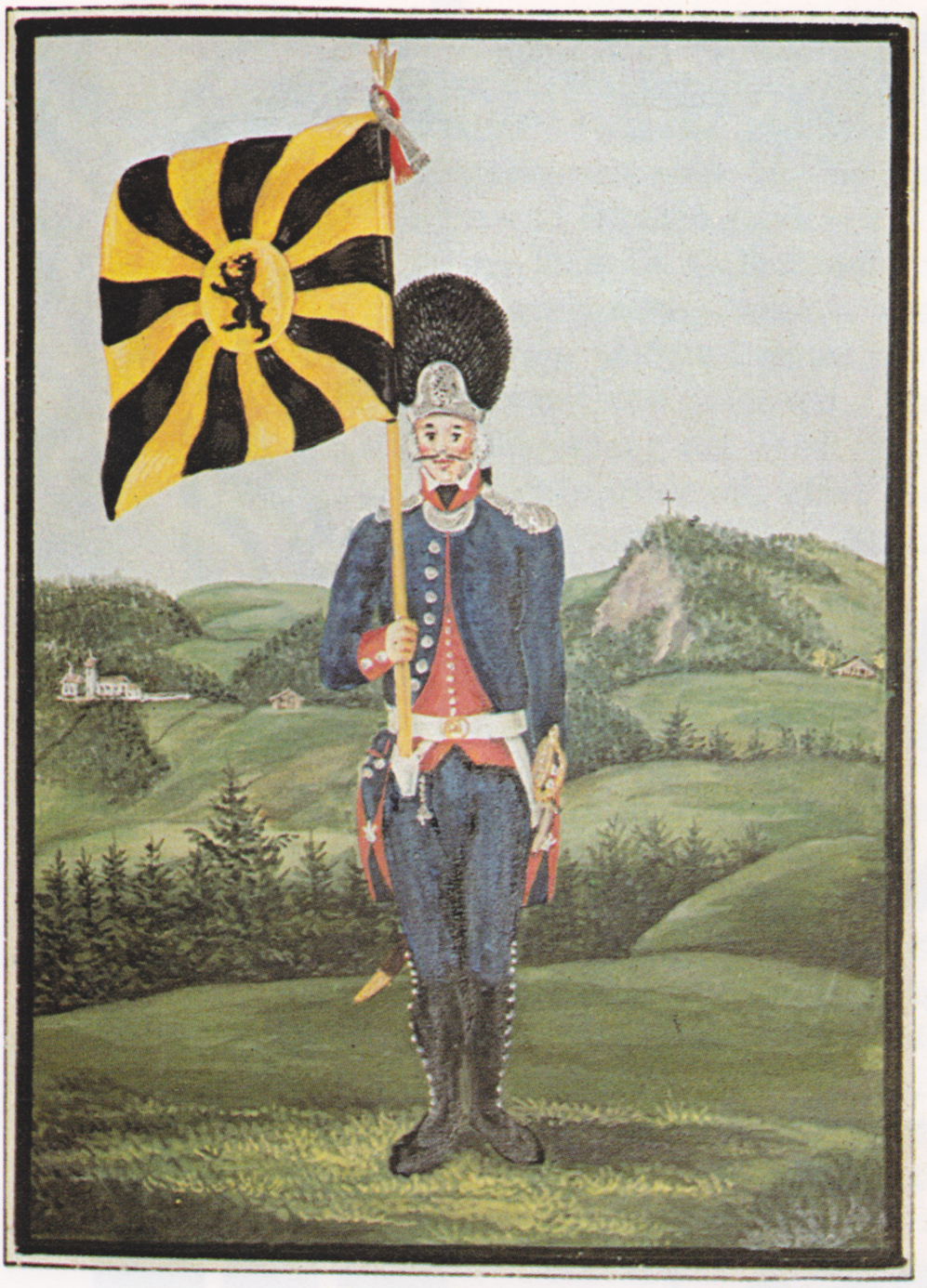
Fahne der Grenadierkompagnie der äbtischen Truppen zwischen 1780 und 1790. Aquarell von D. W. Hartmann

Das Banner der Abtei führt im Hintergrund bereits in den ältesten erhaltenen Schriften Gelb. Die älteste effektiv noch erhaltene Fahne wurde Abt Gaisberg im Namen des Papstes für die Waffenhilfe im Pavierkrieg am 24. Juli 1512 überreicht. Sie zeigt auf gelbem Mailänder Damast den sitzenden Gallus zusammen mit dem Bären, der das Brot erwartet. Oben ist das Wappen des Papstes Julius II. dargestellt, weshalb dieses Banner auch «Juliusbanner» genannt wird.
Ein weiteres erhaltenes Banner ist im Bernischen Historischen Museum zu besichtigen. Auf diesem, während des Zweiten Villmergerkrieges eroberten roten Feldzeichen, ist ebenfalls Gallus mit dem Bären erkennbar.
Das Fahnenbild der Abtei bleibt jedoch der schwarze Bär in Gold. Die Farben der Abtei waren dann auch Schwarz und Gelb. So zeigten äbtische Militärfahnen im 18. Jahrhundert das Wappen der Abtei im Zentrum gelb-schwarz geflammt.

### Stadt

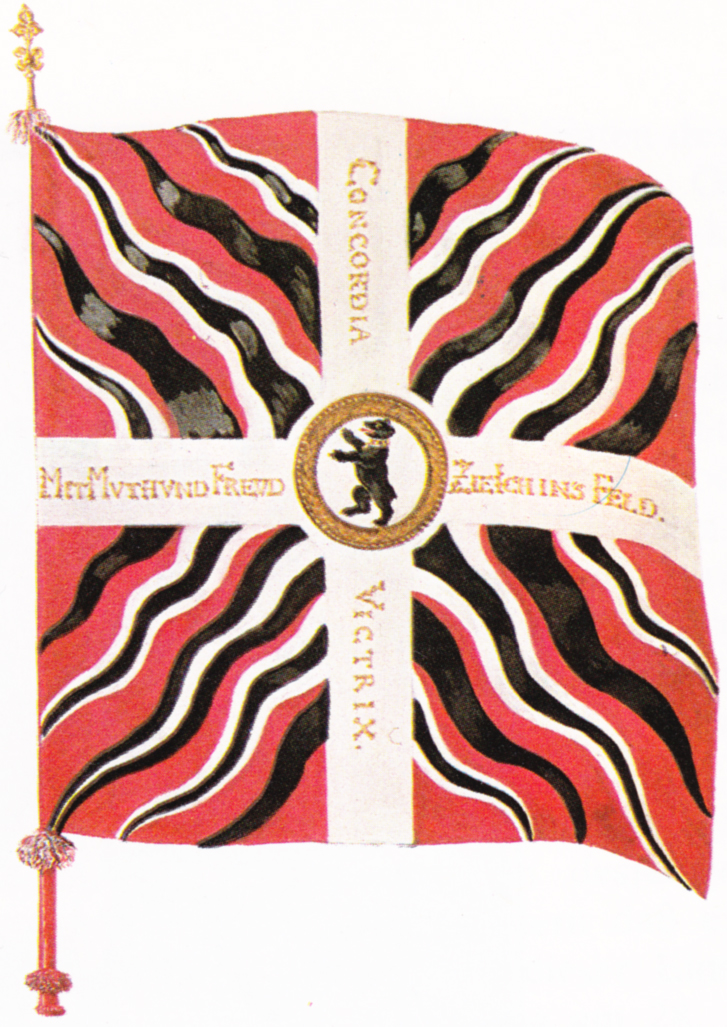
Fahne der Stadt St. Gallen, zweite Hälfte des 18. Jahrhunderts. Aquarell von D. W. Hartmann

Das älteste erhaltene Stadtbanner befindet sich im Landesmuseum Zürich. Es entstand um 1400 und zeigt den aufrecht stehenden, schwarzen Bären mit roter Zunge und rotem Zeichen auf weissem Feld. Die Klauen waren wohl ursprünglich silbern. Später ändert die Farbe der Klauen auf Gold, und der Bär erscheint bräunlich. Teilweise wird dann in späteren Darstellungen das Fell sogar deutlich zottig.
Die nach 1475 verwendeten Banner unterscheiden sich nun ausser in der Hintergrundfarbe auch darin, dass der Bär nun das goldene Halsband trägt. Im Juliusbanner der Stadt ist er bereits so abgebildet, zusammen mit dem «gregorianischen Schmerzensmann» und den Insignien des Papstes Julius II.
Auffällig ist, dass spätere Feldzeichen wie das Juliusbanner immer mehr zu Kunstwerken werden, was zwar für den Anblick aus der Nähe geeignet ist, für die Verwendung als Fahne in einer Schlacht, wo sie auf weite Distanz sicher identifiziert werden soll, aber eher ungeeignet ist.
Im 18. Jahrhundert passte sich die Fahne der Stadt dem Aussehen der übrigen eidgenössischen Fahnen an. Sie zeigte das städtische Wappen in der Mitte, ein weisses damals noch durchgehendes eidgenössisches Kreuz, geflammt von den städtischen Farben Schwarz-Weiss-Rot.
Die Farben der Stadt wurden am 20. und 31. August 1943 offiziell festgelegt (waren aber schon vorher üblich). Sie sind Schwarz, Weiss und Rot.